# Clint Marcelle
Clint Sherwin Marcelle (Port of Spain, 9 novembre 1968) è un allenatore di calcio ed ex calciatore trinidadiano, di ruolo attaccante.

## Carriera

### Giocatore

#### Club
Dopo aver giocato in patria nello Utd Petrotrin si trasferisce in Europa, e più precisamente in Portogallo: dopo varie stagioni trascorsi con club di seconda divisione, nella stagione 1995-1996 gioca 21 partite nella prima divisione lusitana con la maglia del Felgueiras. Nell'estate del 1996 si trasferisce al Barnsley, club della seconda divisione inglese; durante la stagione 1996-1997 realizza 8 reti in 39 partite di campionato, contribuendo così alla conquista della prima promozione in prima divisione nella storia del club; l'anno seguente gioca poi 20 partite in questa categoria, senza mai segnare, retrocedendo nuovamente in seconda divisione, categoria in cui gioca ulteriori 9 incontri nella stagione 1998-1999, che conclude poi con un periodo in prestito allo Scunthorpe Utd, durante il quale gioca 10 partite nella quarta divisione inglese. Dopo essere rimasto svincolato, trascorre la seconda parte della stagione 1999-2000 ai semiprofessionisti inglesi del Goole.
Successivamente, nelle stagioni 2000-2001 e 2001-2002 gioca nuovamente nella quarta divisione inglese con le maglie di Hull City prima e Darlington poi, senza comunque essere mai stabilmente titolare (disputa infatti 38 partite in due anni fra entrambi i club). Nella stagione 2002-2003 gioca invece con i semiprofessionisti di Harrogate Town (fino al dicembre del 2002) ed Hucknall Town (per il resto della stagione); nella stagione 2003-2004 dopo due fugaci esperienze con Stevenage (in quinta divisione) ed Ossett Town (in sesta divisione), segna poi 4 reti in 29 presenze con lo Scarborough, nuovamente in quinta divisione. Nei primi mesi della stagione 2003-2004 torna poi per un breve periodo a giocare nella quarta divisione inglese, disputandovi 3 partite con la maglia del Grimsby Town; chiude infine la carriera nel 2006, dopo aver giocato a livello semiprofessionistico con vari altri club inglesi.

#### Nazionale
Tra il 1992 ed il 2000 ha totalizzato complessivamente 19 presenze e 3 reti con la nazionale trinidadiana, con la quale nel 1998 ha anche partecipato alla CONCACAF Gold Cup.

### Allenatore
Dal 2007 al 2010 ha allenato i Port of Spain, club della prima divisione trinidadiana, con cui nel 2008 ha anche conquistato un terzo posto in classifica in campionato.